# Fuga o morte
Fuga o morte (Time to Depart) è un romanzo giallo del 1995 scritto da Lindsey Davis, settimo volume della serie ambientata nella Roma imperiale del I secolo, incentrata sulle indagini dell'investigatore privato Marco Didio Falco.

## Edizioni
- Lindsey Davis, Fuga o morte, traduzione di Maria Elena Vaccarini, collana I Marlin, Marco Tropea Editore, 17 maggio 2005,  p. 422, ISBN 9788843805464.